# Goût de bouchon

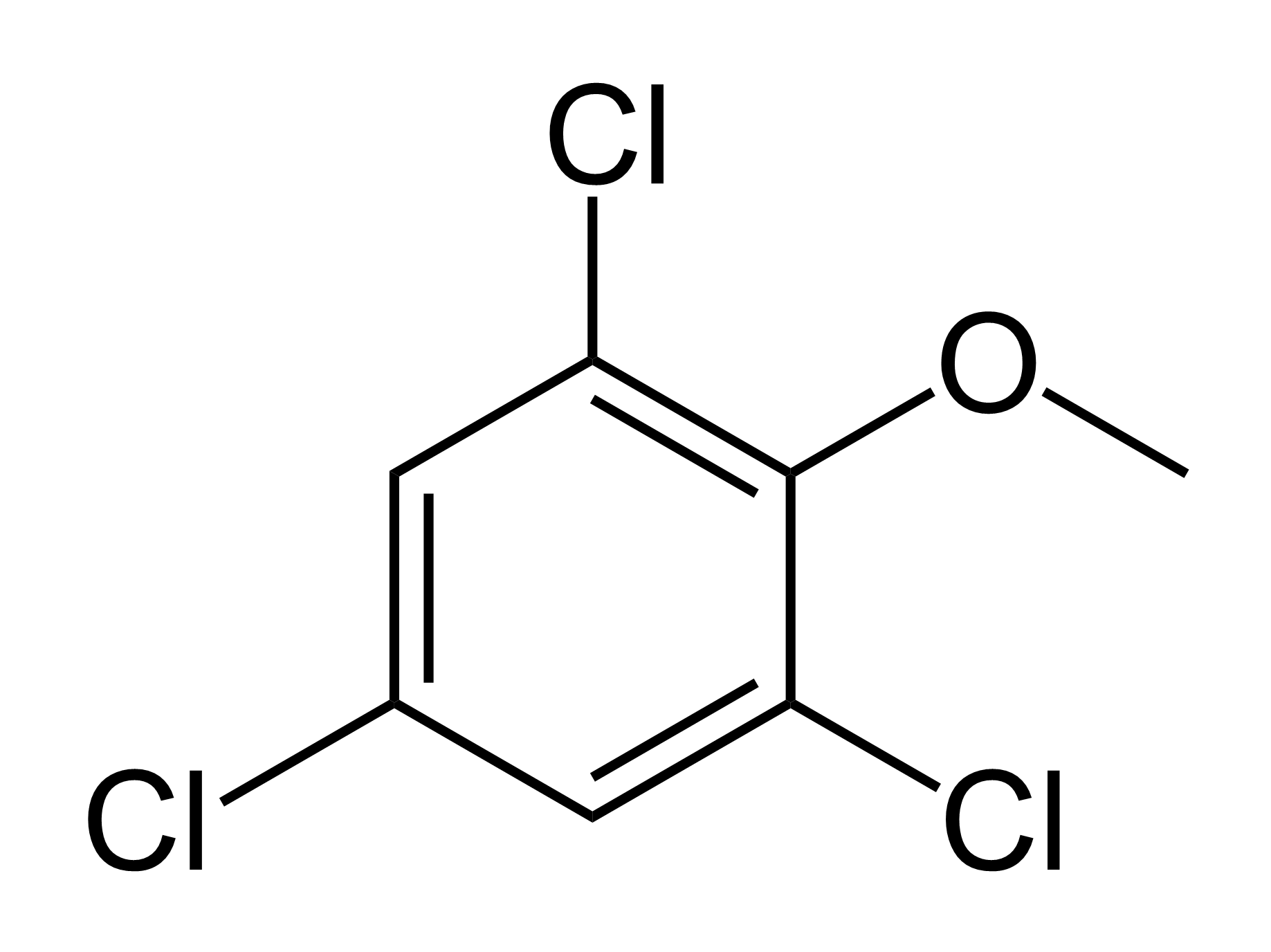
2,4,6-trichloroanisol, la molécule responsable du goût de bouchon.

Goût de bouchon est un terme assez large décrivant un groupe d'odeurs et de goûts indésirables trouvés dans le vin. On dit alors que le vin est bouchonné.
C'est une odeur qui rappelle le liège, la poussière, le moisi. Elle est due à la présence de molécule de type haloanisole et halophénols dans l'environnement. Les haloanisoles sont les TCA, TeCA, PCA, et TBA; les halophénols sont les TCP, TeCP, PCP et TBP.
Dans le monde du vin on fait surtout référence au TCA 2,4,6-trichloroanisole qui serait le principal contaminant.
Le principal vecteur de ce goût désagréable est le bouchon de liège. Il serait en cause dans 95 % des contaminations.
Le TCA et les autres contaminants peuvent aussi se retrouver dans les bois, surtout les bois de charpente traités. Ce qui fait qu'on peut à l'occasion détecter l'odeur de bouchon dans des vins obturés avec une capsule à vis. Mais c'est de plus en plus rare, les vignerons éliminent les charpentes traitées de leur cave de vinification.

## Sensations organoleptiques ressenties
Le seuil de perception varie d'un individu à l'autre, de 1,5 à 8 nanogrammes par litre.
L'odeur de bouchon s'accentue à l'aération. En cas de doute, on laisse aérer le vin dans le verre une dizaine de minutes et l'odeur s'accentuera.
D'après des études récentes menées au Japon, le TCA peut aussi complètement bloquer la perception des odeurs. Ainsi, un vin qui ne sent rien peut être contaminé par une petite quantité de TCA.

## Impact sur la filière vinicole
Ce problème touche une fraction non négligeable de la production vinicole mondiale, entre 1 % et 10 %, selon les estimations, le pourcentage augmentant proportionnellement à l'âge du vin. Il entraîne des pertes financières annuelles importantes, estimées à 540 millions d'euros pour 2004. Cet écart entre une qualité attendue (un bouchage neutre du point de vue organoleptique) et une qualité obtenue (10 % de « rebuts ») laisse la place à l'innovation et aux nouveaux systèmes de bouchage : bouchons synthétiques, capsules à vis, bouchon de verre , etc. dont on est en droit d'attendre une performance technique supérieure.

## Solutions

### Préventives
L'industrie du liège, très consciente du problème, tente de trouver des moyens d'éliminer les contaminants de ses produits : substitution par d'autres obturateurs type capsule à vis, bouchons synthétiques, réduction du traitement anti-xylophage des charpentes ou du traitement anti-feu des armoires électriques, désinfection de la vaisselle vinaire avec des produits autres que le chlore, application de gaz carbonique supercritique, destruction par la chaleur des micro-organismes par le four à micro-ondes, etc.

### Curatives
Il n'existe pas de moyen efficace pour supprimer un goût de bouchon sur un vin. Le fait de conserver une bouteille de vin debout, plutôt que couchée, pour éviter le contact entre le bouchon et le vin ne permet pas d’éviter le goût de bouchon.
Le traitement avec de la cellophane consiste à mettre en contact du film alimentaire avec le vin (par trempage par exemple), cela fait disparaître le goût de bouchon en partie, mais peut parfois modifier le profil aromatique du vin. Cette méthode fonctionne sur le principe d'absorption, par les polymères sur les molécules électrophiles de TCA, qui viennent se fixer sur le film alimentaire,.